# Julemandens selvmordsbrev
Julemandens selvmordsbrev er en single fra heavy metalbandet Red Warszawa, der blev udgivet i 1997.

## Trackliste
1. "Julemandens selvmordsbrev"
2. "Hva Så"
3. "Masturbation"